# Basilica of Regina Pacis
La Basilica of Regina Pacis (en latín Reina de la paz) es una iglesia parroquial católica situada en la sección de Bensonhurst de Brooklyn, Nueva York, parte de la Diócesis de Brooklyn en Estados Unidos. La iglesia fue dedicada en 1951, construida como un santuario votivo, formando parte de la Parroquia de Santa Rosalia-Regina Pacis. Es considerada la "Iglesia Matriz de inmigrantes italianos" de la diócesis. 
La iglesia fue elevada a la condición de una basílica menor por el papa Benedicto XVI en noviembre de 2012. 
En mayo de 1942, durante la Segunda Guerra Mundial, la congregación entera de la parroquia de Santa Rosalía hizo un voto para construir un santuario dedicado a la Santísima Madre para el regreso seguro de los hombres de la parroquia y el campo de los campos de batalla de La guerra y por una paz justa y duradera. 
El terreno fue preparado para la construcción de la iglesia el 3 de octubre de 1948, con la piedra angular siendo colocada el 29 de octubre del año siguiente.